# 贝多芬交响曲全集 (卡拉扬 60年代)
贝多芬交响曲全集（卡拉扬 60年代）（俗称DG「红卡」）是奧地利指挥家卡拉扬在1961年－1962年與德意志留声机（DG）合作录制的一套贝多芬交响曲全集唱片，这也是卡拉扬第二次录制该套作品全集（上一次是在EMI指挥爱乐乐团；卡拉揚在一生中，共錄製了四次貝多芬九大交響曲全集）。演出的乐队是柏林爱乐管絃樂團。
一般樂迷常稱之為1962年版（以錄音年份而言）、1963年版（以發行年份而言），或直接略稱1960年代版。该套唱片被推崇是众多贝多芬交响曲全集录音中的名演。

## 曲目
| CD | 作品                  | 录音时间   |
| -- | --------------------- | ---------- |
| 1  | 第一號交響曲 (貝多芬) | 1961年12月 |
| 1  | 第三號交響曲 (貝多芬) | 1962年11月 |
| 2  | 第二號交響曲 (貝多芬) | 1962年1月  |
| 2  | 第四號交響曲 (貝多芬) | 1962年11月 |
| 3  | 第五號交響曲 (貝多芬) | 1962年3月  |
| 3  | 第六號交響曲 (貝多芬) | 1962年2月  |
| 4  | 第七號交響曲 (貝多芬) | 1962年3月  |
| 4  | 第八號交響曲 (貝多芬) | 1962年1月  |
| 5  | 第九號交響曲 (貝多芬) | 1962年10月 |

## 制作及销售
该套唱片是当时DG公司的一个大型制作，投资达一百五十万德国马克。要赚回成本，DG需售出10万套以上，而且当时这套唱片的发行价较高，所以这个录音计划当时被视作非常冒险的。但是这套唱片一朝录成，便成为唱片史上最大的胜利之一，到了后来「经济奇迹」时期的德国，它幾乎成为爱乐者几乎人手一套的唱片。
DG公司最初于1963年以8张黑胶唱片的形式发行了这套唱片。到了1999年，DG公司将这套唱片以“纸盒装”（Collectors Edition）的形式再次结集发行。2003年，该套唱片再以SACD的形式面市。2016年，发行了限量2000份的8张黑胶版。2018年，再次发行该套唱片的24 bit / 96 kHz重制版，且附带的蓝光音频光盘中包含第九交响曲的排练片段。

## 评价
虽然并非人人都认为这整套唱片，或者是其中的几部是该曲集的首选，但是它一直被给与很高的评价，例如网上书店Amazon.com将它评为“Amazon必备录音”，并说道：
|                 | 赫伯特·冯·卡拉扬为DG录制的第一套贝多芬交响曲全集（1963）是他本人四套里面之首，这已是一般共识。柏林爱乐处于最佳状态，他们在艺术上还未曾崇尚那种柔和光滑的处理手法，该手法可在指挥家后来的版本中听到。卡拉扬一尘不染，情感冷峻的贝多芬对听众逐渐发展的听觉鉴赏力总会有些影响，不过该全集是最有可能满足它们的。 |
| ——David Hurwitz | |

英國著名的《企鵝唱片指南》給予「三顆星」的極高評價，僅次於大卫·津曼指揮蘇黎世音樂廳管弦樂團的「三星帶花」版本。